# Roodpootgalgspin
De roodpootgalgspin (Dipoena erythropus) is een spinnensoort in de taxonomische indeling van de kogelspinnen (Theridiidae).
Het dier komt uit het geslacht Dipoena. De roodpootgalgspin werd in 1881 beschreven door Eugène Simon.